# ۶۴۳۳ انیا
سیارک ۶۴۳۳ (به انگلیسی: 6433 Enya، نامگذاری:1978WC) شش هزار و چهارصد و سی و سومین سیارک کشف شده‌است که در ۱۸ نوامبر ۱۹۷۸ کشف شد.
قدر مطلق سیارک برابر ۱۴٫۶۰ است.